# Noia testacea
Noia testacea är en insektsart som beskrevs av Walker, F. 1870. Noia testacea ingår i släktet Noia och familjen vårtbitare. Inga underarter finns listade i Catalogue of Life.